# Glock 35
Die Glock 35 ist eine Selbstladepistole im Kaliber .40 S&W. Hersteller ist die österreichische Firma Glock. Sie ist weitgehend baugleich mit der Glock 22, verfügt jedoch über einen 21 mm längeren Lauf. Die Glock 35 wurde speziell auf die Anforderungen der IPSC Standard-Klasse abgestimmt.